# Roland Marcenaro
Roland Marcenaro, vollständiger Name Roland William Marcenaro Nieves, (* 9. Oktober 1963 in Montevideo) ist ein uruguayischer Fußballtrainer und ehemaliger Fußballspieler.

## Spielerlaufbahn
Marcenaro begann nach eigener Aussage im Alter von etwa vier bis fünf Jahren bei Juventud Victoria mit dem Fußballspielen auf Vereinsebene. 13-jährig schloss er sich sodann dem Club Atlético Cerro an. Dort trainierte er unter William Martínez. Ein beabsichtigter Wechsel zu Nacional Montevideo kam sodann mangels Freigabe durch Cerro nicht zustande. Zu Beginn seiner Profi-Karriere, in deren Verlauf er auf der Position des Stürmers eingesetzt wurde, stand er sodann von 1979 bis 1983 bei Club Atlético Peñarol unter Vertrag. Dort spielte er 1980 zunächst in der Quinta División und debütierte schließlich im Alter von 17 Jahren in der Primera División. In den Jahren 1981 und 1982 war er Teil des Kaders, der die uruguayische Meisterschaft gewann. 1984 spielte er für River Plate Montevideo. Dort gelang ihm mit seinem Klub als Meister der Aufstieg aus der Segunda División in Uruguays höchste Spielklasse. Für das folgende Jahr wechselte er in die chilenische Primera División zu CD San Luis de Quillota. 1986 stand er in Reihen des uruguayischen Klubs Sportivo Italiano. Weitere Karrierestationen waren 1987 El Tanque Sisley und 1988 Liverpool Montevideo. Sodann führte ihn sein Weg nach Guatemala. Dort spielte er von 1990 bis 1991 für Juventud Retalteca und im darauffolgenden Jahr für Comunicaciones. Nach seiner erneuten Rückkehr nach Uruguay schloss er sich 1992 dem Club Lavalleja in Treinta y Tres an. 1993 stand er in Reihen von Centro Atlético Fénix. Am Ende seiner aktiven Profi-Karriere spielte er 1995 abermals für El Tanque Sisley.

## Trainerkarriere
Nach seiner Zeit als Spieler begann Marcenaro eine Laufbahn als Trainer. Nachdem der seinerzeit noch nebenbei in Treinta y Tres spielende Marcenaro ursprünglich als Trainer für die Mannschaften der Quinta División bzw. der Sexta División verpflichtet worden, zeichnete er dort 1996 erstmals für einen Zeitraum von drei Erstligaspielen für die Erstliga-Mannschaft von Miramar Misiones verantwortlich. Es folgte eine Zeit als Assistenztrainer bei der AUF (1998) und bei River Plate Montevideo (1999). 2002 gelang ihm als Trainer von Miramar Misiones nach dem Gewinn der beiden Entscheidungsspiele gegen Sud América der Aufstieg in die Primera División. Im anschließenden Erstligajahr verfestigte Marcenaro seine erfolgreiche Arbeit mit der Qualifikation für die Liguilla Pre-Libertadores. Im Januar 2004 übernahm er dann als Nachfolger von Gerardo Pelusso den Trainerposten beim Club Atlético Cerro. Im Februar 2004 gewann er mit dem Team durch einen 4:1-Finalsieg über den Paysandú FC die Copa Ciudad de Salto. Im August 2004 wurde er dort von Mario Silva abgelöst. 2005 war er als Trainer für das ONFI Kinder-Fußball-Projekt CECAF tätig. Von März 2006 bis ins Jahr 2009 war Marcenaro Trainer der uruguayischen U-17-Nationalmannschaft. Er betreute die uruguayische U-17-Auswahl bei der U-17-Weltmeisterschaft 2009 in Nigeria und belegte mit ihr den fünften Rang. Auch war er während der U-17-Südamerikameisterschaften 2007 in Ecuador und 2009 in Chile für das Nachwuchsteam verantwortlich. In Chile belegte er mit seiner Mannschaft den dritten Turnierrang. Über eine weitere sich ab Beginn des Torneo Apertura im Jahr 2010 erstreckende Station bei Miramar Misiones, die mit seinem von der Vereinsführung akzeptierten Rücktritt am 15. November 2010 endete, führte sein weiterer Karriereweg nach Venezuela zum FC Caracas. Dort betreute er als Nachfolger von Alfarabi Romero ab März 2011 als erster ausländischer Trainer die „B“-Mannschaft. Mario López und Alfarabi Romero wirkten dabei als seine Assistenten. Im August 2013 unterschrieb er bei Al-Rayyan SC als Co-Trainer. Im September jenes Jahres gewann er in dieser Funktion mit dem Team den Sheikh Jassim Cup. Für den Klub war dies der erste Meisterschaftsgewinn in der Geschichte. Von Mitte Februar 2015 bis Anfang August 2015 war er als Co-Trainer der Fußballnationalmannschaft Griechenlands unter Nationaltrainer Sergio Markarián tätig.

## Erfolge als Spieler
- 2× Uruguayischer Meister: 1981, 1982
- Meister der Segunda División: 1984

## Erfolge als Trainer
- Sheikh Jassim Cup: 2013
- Qualifikation für die Liguilla Pre-Libertadores: 2003
- Aufstieg in die Primera División: 2002

## Familie
Marcenaro, der Bruder des Fußballspielers Nelson Marcenaro ist und zudem eine Schwester hat, ist verheiratet und hat eine Tochter.